# Calathea lanicaulis
Calathea lanicaulis är en strimbladsväxtart som beskrevs av H.A.Kenn. Calathea lanicaulis ingår i släktet Calathea och familjen strimbladsväxter. Inga underarter finns listade.